# 潭大村
23°32′26″N 120°20′06″E / 23.54056°N 120.33500°E
潭大村是中華民國臺灣嘉義縣新港鄉下的行政村，為閩客族群混合的聚落，農業為主要產業，曾為清領時期林爽文事件的集結地，以及日治時期製糖產業加工的區域。目前行政區劃包含17鄰、430戶，人口約1,346人。

## 地理
位於嘉南平原北港溪南側，原地貌包含數個埤塘，得地名為「潭子墘」。日治時期後水潭逐漸乾涸，今日區域內農地是以濕地沼澤為基礎的黏質土壤。
今日潭大村區域於日治時期確定，約以南界月眉大排水溝及北界六腳大排水溝為範圍，包含當時人口較不集中的聚落如：六斗仔、潭子墘、大客、大竹圍等。目前有省台37線道路貫穿南北，內有嘉157縣道連接大客及潭子墘聚落，通往新港街面。

## 聚落歷史
村內客家族群為清領時期由福建省汀州府(今福建省西北)永定縣移民，約於乾隆年間(1796年-1820年)建立庄廟大客三官大帝廟稱為「大客」、「頂客」及「下客」等聚落。
1787年(乾隆52年)曾為林爽文事件在嘉義地區主要的集結地點。
日治初期曾有過以閹割豬隻為業者聚集的「閹豬厝」，約位於今日的聚落南側月眉大排水溝旁新港鄉第八公墓的萬善公廟附近。
大竹圍聚落於日治時期曾為官方收購甘蔗的工作場，聚集鄰近村落居民移居本處擔任工人形成聚落。臺灣光復後糖業轉型，大竹圍區域的居民陸續減少，然台灣糖業公司所有土地仍種植甘蔗原料。

## 教育
本區域未曾有過官方設立的教育設施，目前為新港國小及新港國中的學區範圍內。

## 文化資源
本區信仰廟宇如下(次序依神格大小排列之)：
- 大客三官大帝廟[3]：主神為三官大帝。廟誌載於1733年(乾隆38年)建立，1904年(光緒30年)曾因嘉義大地震毀壞，於1930年(昭和5年)重修至今。
- 六斗仔鎮北殿[4]：主神為玄天上帝。廟誌所載，原為泉州府玄天上帝廟「紫微殿」所祀奉三尊金身之一，廟宇因僭越故毀於天劫，三金身中之一尊(高二尺八吋)，由陳姓人氏攜至台灣安祀於今奉地，後於1985年，重建廟宇供奉。
- 潭子墘復興宮[5]：主神為李府千歲。1857年(咸豐7年)由居民自台南市麻豆保寧宮借用佛像至本地家戶膜拜，後於1972年立廟供奉。
- 大竹圍順陽宮[6]：主神為范府千歲。於1941年募建成立。
- 萬善公廟[7]：主神為萬善公。原為無名墓塚，1985年立廟，又稱為「萬善爺元帥廟」。